# ریموند جی. پلرمن
ریموند جی پرلمن(به انگلیسی: Raymond G. Perelman) (۲۲ اوت ۱۹۱۷–۱۴ ژانویه ۲۰۱۹) یک تاجر و خیر آمریکایی بود. وی بنیان‌گذار، رئیس و مدیر عامل شرکت RGP Holdings بود.

## اوایل زندگی
ریموند پرلمن در محله‌های اولنی و فلتونویل فیلادلفیا بزرگ شد.

## تحصیلات
پرلمن در مدرسه وارتون دانشگاه پنسیلوانیا رشته بازرگانی را تحصیل کرد و در سال ۱۹۴۰ فارغ‌التحصیل شد. پس از آن فعالیت‌های خود را در سرمایه‌گذاری آغاز کرد.

## فعالیت‌های نیکوکاری
پرلمن صدها میلیون دلار را برای کمک به سازمانهای مختلف اهدا کرد. وی در سال ۲۰۱۱ بیش از ۲۲۷ میلیون دلار به University of Pennsylvania کمک مالی کرد.